# João Batista da Silva
João Batista da Silva, mais conhecido como Batista (Porto Alegre, 8 de março de 1955), é um comentarista esportivo, treinador de futebol e ex-futebolista brasileiro, que atuava como volante.

## Jogador
Volante de contenção, Batista começou a sua carreira no Internacional. Esteve presente nas principais conquistas do Sport Club Internacional na década de 1970, com três conquistas do Campeonato Brasileiro, sendo um deles de forma invicta. Conquistou também quatro Campeonatos Gaúchos.
Em 1981, um desentendimento com a direção colorada fez com que Batista fosse parar no rival Grêmio. Na época da transferência, Batista era a estrela máxima do Inter.
Ao sair do Grêmio, Batista passou por Palmeiras (1983), Lazio e Avellino (ambos da Itália - 1983-1985), Belenenses (Portugal - 1985-1987) e Avaí em 1988, encerrando a carreira no clube catarinense em 1989. 
Na Copa do Mundo de 1978, Batista atuou como titular em todas as sete partidas disputadas pela Seleção, sendo fundamental ao meio-campo brasileiro. Foi convocado também para Copa do Mundo de 1982, considerada uma das melhores de todos os tempos, a qual foi eliminada na segunda fase. Muitos dizem que a derrota apenas ocorreu porque Batista não estava em campo.

## Comentarista
Batista trabalhou por quinze anos, de 2004 a 2019, como comentarista nos canais RBS TV de Porto Alegre, SporTV e Premiere, da rede Globosat, cobrindo jogos do Grêmio (Série A, Libertadores, Copa do Brasil) e do Inter (Série A, Copa do Brasil), bem como dos demais clubes da região sul do País.
Na RBS TV, trabalhou por alguns anos ao lado do narrador Paulo Brito, cujo bordão "heinhô, Batista?" tornou-se muito popular no sul do País.
Além dessa, há outra expressão popular no Rio Grande do Sul que envolve Batista, a qual é utilizada para dias de calor intenso: "calor de derrubar o Batista". Isso porque, no dia 3 de fevereiro de 2010, Batista teve uma queda de pressão devido ao calor intenso em Porto Alegre e desmaiou ao vivo em frente às câmeras, num programa da TVCOM exibido antes da partida Grêmio x São Luiz, pelo Campeonato Gaúcho. Batista recuperou-se cerca de 30 segundos depois e comentou a partida normalmente. Após o jogo, brincou com a situação, em entrevista à TVCOM: "Conheci o apagão ao vivo".
Batista diz que não se incomoda pelo desmaio ter ido parar na internet:  "Felizmente dá para brincar hoje, foi só um susto. Durou uns 30 segundos. Agora, faz parte. Tem que se cuidar mais. Não me incomoda, porque felizmente não foi nada grave. Foi só um mal-estar", salientou. O calor daquele dia lembrou Batista do tempo que em atuou no Kuwait com a seleção brasileira. Ele considera que seria bom evitar jogos nos horários de maior calor do dia durante o verão. O ex-atleta disse ainda que tomará mais cuidados com a saúde após o ocorrido: "Nunca tive esse mal-estar, foi a primeira vez. Acordei tarde e comi rápido. Agora vou me cuidar mais, tomar mais água. Tomo muito refrigerante". Após atendimento médico, Batista comentou normalmente a partida no Olímpico.

## Treinador
Batista já treinou os clubes São José de Porto Alegre (RS), São Luiz de Ijuí (RS), União Barbarense (SP) e Goiatuba (Goiás). Neste último, levou o clube à primeira divisão do Campeonato Goiano.

## A Polêmica Troca de Cores
Em sua última partida pelo Inter no Beira-Rio, na goleada histórica de 6 a 0 sobre o Palmeiras no Brasileirão de 1981, Batista teve uma grande atuação, fazendo dois gols e ainda uma grande assistência para um outro. Batista, na época, era criticado pela mídia "paurioca", que fazia lobby para jogadores do eixo na seleção, mas tinha sido titular em 1978 e tinha boas chances de repetir em 1982. Nesse jogo, Batista calou o centro do País. Vale ressaltar que vinte e quatro horas depois da goleada vestiria a camisa da seleção brasileira na goleada de 5 sobre a Venezuela (pelas Eliminatórias da Copa).
Uma semana depois de sua maior atuação com a camisa colorada, ele quebraria a perna num jogo em Recife contra o Sport numa falta brutal. O Inter planejava usar reservas nessa partida, mas José Asmuz fez uma aposta com o jornalista gremista Paulo Sant'Ana de que o Inter levaria os titulares a Recife. Assim, José Asmuz levou o time titular, juntamente com Batista, para que enfrentasse o Sport Club Recife.
Após quebrar a perna, Batista ia, aos poucos, se recuperando, mas acabou ficando sem contrato assinado por não conseguir acertar valores com José Asmuz. O presidente tentava barganhar na renovação, aproveitando-se do momento de recuperação do jogador, mas Batista resistia às propostas por acreditar em sua breve recuperação. Pouco tempo depois de quebrar a perna, a Placar fez reportagem que mostra como o Asmuz praticamente abandonou o jogador depois da lesão, não colocando muita fé num retorno.
O passe acabaria na Federação Gaúcha, numa aposta arriscada do Sport Club Internacional para forçar acordo com Batista. Por fim, o Grêmio foi à Federação e comprou o passe de Batista, que há meses lá estava para quem quisesse comprar. Na noite que vazou a noticia, a cidade de Porto Alegre ficou em choque. Batista acabou acertado com o Grêmio, que o acolheu e o colocou para jogar como titular. Em consequência de suas boas atuações com a camisa tricolor (foi vice-campeão no Campeonato Brasileiro com o Grêmio naquele ano), Batista foi à Copa do Mundo FIFA 1982.
Em reportagens da Placar sobre Batista nos anos 1970, uma coisa sempre foi clara: Batista era um jogador profissional, com metas e objetivos. Em entrevistas, ele sempre dizia que sua meta era, além de ser campeão pelos clubes nos quais jogou, jogar em Copas do Mundo, o que efetivamente o guerreiro concretizou, em 1978 e em 1982.

## Curiosidades sobre a Copa do Mundo de 1982
A seleção brasileira de 1982, considerada uma das melhores de todos os tempos, foi eliminada na segunda fase da Copa do Mundo da Espanha porque Batista não jogou. Esta é a opinião do ex-goleiro Waldir Peres, titular do time de Telê Santana.
“O Batista tinha sido escalado pelo Telê Santana contra a Argentina para ir pegando entrosamento porque estava sendo preparado para enfrentar a Itália. Faltava um jogador de marcação para proteger a zaga. Mas o Diego Maradona acertou uma pancada nele e ele não pode jogar”, falou o goleiro do Brasil.
O Brasil encarou a Itália com Toninho Cerezo e Falcão de volantes. Zico e Sócrates completam o rodízio na armação, com ajuda de Éder, um falso ponta-esquerda. Serginho Chulapa era o centroavante de área, de referência.
O Brasil foi derrotado pelos italianos por 3 a 2. A seleção brasileira tinha a vantagem do empate. Começou perdendo aos 5 minutos, com um gol de Paulo Rossi, de cabeça. Aos 12, Sócrates empatou. Treze minutos depois, Toninho Cerezo tentou um passe cruzado. A bola foi interceptada por Rossi que avançou e fez: 2 a 1. Na segunda etapa, Falcão empatou. Mas aos 39 minutos, Rossi fez o terceiro tento dele e da Itália. O goleiro italiano Dino Zoff ainda evitou um gol de cabeça de Oscar. O Brasil foi eliminado depois de quatro vitórias e uma derrota.
Waldir Peres, em entrevista, afirmou: “A falta do Batista na frente da zaga é que pesou”.
Batista lamenta não ter enfrentado a Itália em 1982: "Antes da Copa, sofri muito por causa de uma bolha no calcanhar. Em vez de estourarem a bolha, fizeram um enorme corte, que me impedia de andar. Fiquei 21 dias sem poder treinar. Quando chegamos à Espanha, eu estava fora do time titular", relembrou o jogador, que também esteve no Mundial da Argentina, em 1978.
Após sofrer um forte pontapé de Maradona na região do púbis durante o confronto anterior, no qual o Brasil venceu por 3 a 1, muitos acreditavam que Batista não poderia jogar contra a Itália. O ex-jogador, contudo, revelou que não atuou pela seleção brasileira contra a Itália, na segunda fase da Copa do Mundo da Espanha, em 1982, por opção do técnico Telê Santana: "Depois do jogo com a Argentina, na concentração, me perguntaram se eu poderia jogar. Eu disse que sim. Esperei que poderia ficar pelo menos no banco, mas não fui nem relacionado", contou o ex-jogador.
A seleção brasileira obteve quatro vitórias marcantes na Copa de 1982. As atuações fizeram a crítica especializada colocar o time de Telê entre os melhores de todos os tempos. O Brasil estreou naquele Mundial com uma vitória, de virada, sobre a União Soviética, com direito a dois golaços: um de Sócrates e outro de Eder. Depois goleou a Nova Zelândia (4 a 0) e Escócia (4 a 1) ainda pela primeira fase. No primeiro jogo decisivo, ganhou da Argentina por 3 a 1, depois perdeu para a Itália, de Rossi, por 3 a 2. Telê, na época, foi bastante criticado por não adotar uma postura mais defensiva, pois o Brasil jogava pelo empate, que garantiria uma vaga na semifinal.

## Títulos

### Internacional
- Campeonato Gaúcho: 1975, 1976, 1978, 1981
- Campeonato Brasileiro: 1975, 1976, 1979 (invicto)

### Avaí
- Campeão Catarinense - 1988

### Seleção Brasileira
- Jogos Pan-Americanos de Futebol: 1975
- Torneio Pré-Olímpico - 1976

## Prêmios
- Bola de Prata (Placar): 1980 e 1982.